# Karl Heinrich Rüdiger
Karl Heinrich Rüdiger (* 13. März 1877 in Bermaringen; † 19. September 1947 in Stetten) war ein deutscher Jurist und Landrat von Böblingen (1920–1933).

## Leben
Rüdiger wurde als Sohn eines Pfarrers und Bezirksschulinspektors geboren und studierte Rechtswissenschaften in Tübingen, wo er 1896 Mitglied der Tübinger Königsgesellschaft Roigel wurde. Nach seinen Examina 1901 und 1903 trat er in die württembergische Innenverwaltung ein und wurde 1910 Amtmann am Oberamt Böblingen, dann 1920 Oberamtmann und Oberamtsvorstand, 1928 schließlich Landrat. Da er kein Parteimitglied der NSDAP werden wollte, wurde er 1933 als Berichterstatter zur Ministerialabteilung für Bezirks- und Körperschaftsverwaltung zwangsversetzt. 1934 wurde er Regierungsrat und letztlich 1939 in den vorzeitigen Ruhestand versetzt.